# Matteo Ripa
Matteo Ripa (Eboli, 29 marzo 1682 – Napoli, 29 marzo 1746) è stato un missionario italiano che dedicò la sua vita adulta alle missioni nelle terre dell'Estremo Oriente cinese e che istituì a Napoli il Collegio dei Cinesi: nucleo del successivo Regio Istituto Orientale, poi Istituto Universitario Orientale, trasformatosi infine (in quanto non più monofacoltà) nell'attuale Università degli studi di Napoli "L'Orientale", nel cui logo figura la sua immagine.

## Biografia
Nato a Eboli da una nobile famiglia dello Stato di Giffoni, casale Prepezzano, da Giovan Filippo Ripa, barone di Pianchetelle e medico, e da Antonia Longo, nel borgo medievale che circondava l'antico castello normanno, il giovane Matteo trascorse i primi anni della sua infanzia con i fratelli Tommaso, Diego, e Lorenzo. Si dice di lui che possedesse un'innata propensione per l'arte, ma a quel tempo il figlio di un barone non poteva concedersi solo ai “piaceri dell'ozio” e fu spinto per questo all'avvocatura. Ma in quegli anni il Regno di Napoli, come l'Europa tutta, fu interessato da una fervida attività missionaria e Matteo, ispirato da una pura idea religiosa che non era la realtà grossolana e mondana di un prete nel suo pubblico uffizio, entrò nella Congregazione dei preti secolari missionari. Durante il suo soggiorno-studio a Roma, venne a contatto con il problema dei “Riti cinesi”, i criteri liturgici che caratterizzavano l'azione dei Gesuiti che in Cina conducevano la loro azione e che furono condannati dalla Santa Sede nel 1704: oggetto della Legazione che Papa Clemente XI decise di inviare in Cina, sotto la guida di Carlo Tommaso Maillard de Tournon (1705-06).
Matteo Ripa fu ordinato sacerdote dall'arcivescovo di Salerno il 28 marzo 1705 e nell'ottobre 1707 fu chiamato a far parte del gruppo di missionari incaricati da Propaganda Fide di portare al Legato Papale Tournon la nomina a Cardinale, appena decisa da un Concistoro del 1º agosto precedente. Insieme a lui partirono gli italiani Gennaro Amodei, Giuseppe Cerù, Domenico Perroni e il francese Guglielmo Fabre-Bonjour, imbarcati su una nave inglese in partenza da Londra il 6 aprile 1708, su cui i missionari viaggiarono senza palesare la propria identità di religiosi cattolici.
Arrivati nel giugno 1709 a Manila (Filippine), dovettero aspettare fino alla fine di novembre per potersi imbarcare per Macao, con una imbarcazione messa a disposizione dal Governatore spagnolo, sotto la guida del missionario lazzarista Teodorico Pedrini, che era arrivato a Manila più di due anni prima.
Nei primi giorni di gennaio 1710 furono a Macao, ove incontrarono finalmente il Legato Tournon, che nel frattempo aveva tristemente concluso la sua Legazione ed era stato messo in domicilio coatto sotto la guardia dei portoghesi, e gli consegnarono ufficialmente la berretta cardinalizia. Poco dopo la morte del Legato, avvenuta l'8 giugno di quell'anno, Ripa fu chiamato - insieme a Pedrini e Bonjour - alla Corte dell'Imperatore Kangxi (della Dinastia Qing, di origini mancesi), ove rimase per circa tredici anni, dal febbraio 1711 al novembre 1723, lavorando in qualità di pittore ed incisore su rame al servizio dell'Imperatore stesso.
Presso il palazzo estivo di Jehol, in Manciuria, Ripa incise anche 36 vedute della villa su lastre di rame per stampare copie che l'imperatore potesse donare ai suoi familiari e dignitari. Ebbe anche molte difficoltà a costruirsi un torchio calcografico e a procurarsi le materie prime per fare gli acidi e gli inchiostri per la stampa. Tornando in Europa avrebbe portato con sé copie delle vedute della villa di Jehol, che furono molto apprezzate in Inghilterra da architetti in cerca di soluzioni innovative da sperimentare nella progettazione di ville e giardini. La conformazione dei giardini inglesi è dovuta anche alla incisioni di Ripa.
Dando libero sfogo alla sua idea di evangelizzazione, tra ire e dissapori, tentò di aprire una scuola a Pechino per l'educazione di giovani cinesi, cui affidare il compito di diffondere il Cristianesimo tra i loro connazionali; un progetto che era stato perseguito qualche anno prima anche dal lazzarista Ludovico Antonio Appiani. Ma nel novembre 1723 decise di ripartire per l'Italia per realizzare quel desiderio che lo aveva animato per tutta la sua vita, il Collegio dei Cinesi di Napoli, conducendo con sé quattro giovani cinesi, i cui nomi erano Giovanni Guo (ca. 1700-1763), Giovanni Yin (ca. 1704-1735), Philipo Huang (ca. 1711-1776), e Lucio Wu (ca. 1712-1763), insieme a un loro connazionale più adulto che era maestro di lingua e scrittura mandarina, con l'intento di dar loro una formazione religiosa adeguata.

### Fondazione del Collegio dei Cinesi in Napoli
Al suo ritorno in Italia, nel novembre 1724, questo gruppo costituì il primo nucleo del Collegio dei Cinesi che fu riconosciuto da papa Clemente XII, con breve del 7 aprile 1732. Negli anni trenta Ripa fu consulente di Propaganda Fide nella lunga fase istruttoria di elaborazione di quella che sarà poi nel 1742 la Bolla "Ex Quo Singulari" con cui Benedetto XIV chiuse definitivamente la questione dei Riti Cinesi. Matteo Ripa si spense il 29 marzo del 1746, giorno del suo 64º anno.
Al Collegio fu associato un convitto per l'educazione di giovani napoletani, ove tra gli altri nel XVIII secolo soggiornò Sant'Alfonso Maria de' Liguori. Fu dopo l'unità d'Italia (1868) che si tentò di sopprimere l'istituto, difeso allora dai legali Filippo de Blasio, Giuseppe Cavallo e Antonio Tagliamonte; in seguito il Collegio dei Cinesi fu trasformato in Real Collegio Asiatico e, con la riforma ministeriale di Francesco De Sanctis, in Istituto Orientale, in cui fu soppressa la sezione missionaria, equiparandolo alle altre Università statali. Partendo da alcune considerazioni, espresse dal governatore della provincia di Shanxi, egregiamente sintetizzate da Don Alfonso Raimo (direttore regionale Centri missionari diocesani Campania), l'esperienza di Matteo Ripa «impreziosisce il mosaico della tradizione missionaria campana, lasciando intravedere un particolare interesse per la Cina che ha attraversato le diverse epoche (...), ricordando che sono indelebili le tracce lasciate nella sua terra da quest'intrepido missionario salernitano e che ancora oggi sono moltissime le scuole a lui dedicate».
Il Collegio dei Cinesi si proponeva la formazione religiosa e l'ordinazione sacerdotale di giovani cinesi convertiti, destinati a propagare il cattolicesimo nel loro paese. Tra gli scopi del Collegio era prevista in origine anche la formazione di interpreti, esperti nelle lingue dell'India e della Cina, al servizio della Compagnia di Ostenda, costituita nei Paesi Bassi con il favore dell'imperatore Carlo VI d'Asburgo, per stabilire rapporti commerciali tra i paesi dell'Estremo Oriente e l'Impero asburgico, nel cui ambito rientrava il Regno di Napoli.

### Il suo "Giornale"
Nel corso della sua seppur breve permanenza alla corte imperiale di Pechino, Ripa tenne un meticoloso diario quotidiano su tutti gli eventi, i colloqui, i documenti, i dibattiti di cui fu testimone o protagonista nella sua veste di missionario di Propaganda Fide. Insieme all'amico Teodorico Pedrini, che rimase a Pechino anche dopo la partenza di Ripa, fu l'unico missionario non gesuita alla corte di Kangxi, e per questo motivo fu in grado di offrire una versione dei fatti della Missione di Cina leggermente diversa da quella generalmente conosciuta.
Nei tempi immediatamente successivi il suo rientro in Italia, il suo Giornale ha rappresentato il deposito di una enorme quantità di informazioni di prima mano su quei fatti, producendo lettere e relazioni che furono anche pubblicate (Cfr.: Abbè Platel, Memoires Historiques, 1744, 1766) e che servirono a Propaganda Fide, di cui fu continuo consulente, per condurre l'istruttoria che portò poi alla emanazione della Bolla "Ex Quo Singulari" nel 1742, definitiva condanna dei Riti Cinesi.
Ma ancora oggi il suo Giornale, da lui assemblato in forma organica negli anni trenta a Napoli, costituisce un'interessantissima ed inesauribile fonte di conoscenza per i moderni storici della Missione (Cfr. Scritti - Bibliografia).

## Scritti
- Giornale (1705-1724), Vol. I, Testo critico, note e appendice documentaria di Michele Fatica, Istituto Universitario Orientale, Collana “Matteo Ripa” XIV, Napoli 1991
- Giornale (1705-1724), Vol. II, Testo critico, note e appendice documentaria di Michele Fatica, Istituto Universitario Orientale, Collana “Matteo Ripa” XIV, Napoli 1996
- Storia della fondazione della Congregazione e del Collegio de' Cinesi sotto il titolo della Sacra Famiglia di G.C. scritta dallo stesso fondatore Matteo Ripa e de' viaggi da lui fatti. 3 volumi, Napoli, dalla tipografia Manfredi, 1832, contiene:
  - vol. I: Dalla sua vocazione sino allo stabilimento della scuola a Pekin
  - vol. II: Dallo stabilimento della scuola in Pekin fino alla solenne apertura in questa Congregazione e del Collegio in Napoli
  - vol. III: Il quale contiene quel che avvenne dopo la solenne apertura della fondazione fino agli ultimi anni, in cui potei notare queste memorie